# 浸渗
在铸造、粉末冶金工艺中，容易产生铸件气孔、针孔、缩孔等缺陷，导致零件渗漏以及喷塑喷涂不良，如回炉重铸则严重浪费能源，影响生产效率。
浸渗（Impregnation）是解决铸件上述问题的一项技术。它是用真空压力将YJ-85C液剂（一种加热到85度可以变为固体的专用液剂）填充到这些铸造缺陷中，清洗工件表面后，加温使缺陷内的液剂固化，微孔内部的液剂固化后与铸件本身形成整体，固化后因其高纯度、不可逆转、耐高温、耐酸碱、耐溶剂、耐冷热冲击等特性而达到弥补铸件缺陷的目的。

## 应用
随着飞机的发明，浸渗技术出现了近代应用，主要用于军用飞机的铝合金零部件的铸件浸渗补漏。金属材质飞机上的铝合金铸造零件由于在铸造时存在着眼睛看不到的针孔微孔，视针孔的不同特性，可能会导致从部件的内部向外部发生泄漏。如零部件壳体内部的润滑油、油脂、冷却水、汽油、空气、空调用致冷剂气体等液体、气体会泄漏。此外，会从外部渗入水分等，会对部件的功能造成影响甚至损害，所以需要进行浸渗处理。
美国军工企业和军事管理部门制定了浸渗标准，之后经过几次更新，更新后的浸渗剂的标准是MIL-I-17563C，至今仍然在使用此标准。浸渗处理的标准是MIL-STD-276A，至今仍然在使用。
后来在汽车、摩托车、火车、船舶、空调等家用电器产业、水泵和管件等五金方面等耐压铸件以及齿轮和电子零件、粉末冶金件也得到广泛应用，在质量保证、降低生产成本方面起到了关键作用，成为了一道非常重要的生产工序。
在金属表面处理如电镀或喷漆工序之前也应用着浸渗处理，可以提高电镀以及喷漆品质，表面更光洁不会产生斑点、起泡，并可延长零件寿命。陶瓷、木制品生产工艺中也能用到。